# Paul Bérenger

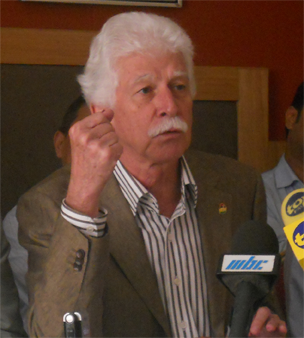
Paul Bérenger

Paul Raymond Bérenger (* 26. März 1945 in Quatre Bornes) ist ein mauritischer Politiker. Er war vom 30. September 2003 bis zum 5. Juli 2005 Premierminister von Mauritius.
Paul Bérenger entstammt einer seit Generationen in Mauritius ansässigen französischen Familie. Nach Studienjahren in Frankreich und Wales kehrte er nach Mauritius zurück, wo er als Journalist und Gewerkschafter tätig wurde. Er war einer der Gründer und jahrzehntelang Vorsitzender der sozialistischen Partei Mouvement Militant Mauricien, für die er 1976 erstmals ins Parlament gewählt wurde. Seit den 1980er Jahren vertrat er u. a. in der Debatte um die Verstaatlichung der Zuckerindustrie moderatere Positionen und förderte während seiner Regierungszeit die freie Marktwirtschaft, so dass er nur noch dem Namen nach für einen Sozialisten gehalten wird.
Bevor Bérenger Premierminister wurde, war er von 1991 bis 1993 und von 1995 bis 1997 Außen- und von 2000 bis 2003 Finanzminister.